# Щербакова Таїсія Олексіївна
Таїсія Олексіївна Щербакова (біл. Таісія Аляксееўна Шчарбакова; 10 грудня 1932, м. Маріуполь — 2015) — білоруський музикознавець, педагог. Доктор мистецтвознавства (1989), професор (1990). Заслужений працівник вищої школи Білорусі (1983).

## Біографія
Закінчила в 1959 році Горьківську консерваторію. У 1952-1960 роках викладала в Горьківських дитячій музичній школі, консерваторії, лектор філармонії. 3 1962 року викладач Білоруської академії музики, з 1990 року завідувач кафедри.
Член Білоруської спілки композиторів з 1962 року, член Білоруської спілки театральних діячів з 1981 року.

## Наукова діяльність
Наукові роботи з питань історії російської музики, білоруської музичної культури. Один з авторів "історії білоруської радянської музики" (1971), «Історії білоруської музики» (1976). Автор теле - і радіопередач.

## Сім'я
У шлюбі з віолончелістом Миколою Семеновичем Щербаковим (1928—2012).

## Твори
- Споры и искания: Из истории «Бориса Годунова» М. Мусоргского Мн., 1971;
- Цыганское музыкальное исполнительство и творчество в России. М., 1984;
- Михаил и Матвей Виельгорские: Исполнители. Просветители. Меценаты. М., 1990;
- «Жизнь, где бы ни сказалась…» // Муз. академия. 1999. № 2;
- «Жизнь за царя»: черты священнодействия // Муз. академия. 2000. № 4;
- Из истории русской музыкальной текстологии. Мн., 2001;
- Оперный эпос в России XIX в.: Истоки и стимулы развитая // Вопросы истории музыки. Мн., 2002.